# کرن پیتمن
کَرِن پیتمن (انگلیسی: Karen Pittman؛ زادهٔ ۱۲ مهٔ ۱۹۸۶) بازیگر اهل ایالات متحده آمریکا است. وی از سال ۲۰۰۹ میلادی تاکنون مشغول فعالیت بوده‌است.
از فیلم‌ها یا مجموعه‌های تلویزیونی که وی در آن نقش داشته‌است، می‌توان به دیترویت، دیشب، میراث بورن، دوباره شروع کن، آمریکایی‌ها، یلواستون، برنامه صبحگاهی، لوک کیج، ۳۰ راک، متوسط، یقه سفید، همسر خوب، خانه پوشالی، فهرست سیاه، هوراس و پیت، مظنون، نقطه کور، خانم وزیر، ابتدایی، بازنویسی و زندگی با خود، اشاره کرد.